# 龙溪乡 (汶川县)
龙溪乡是中国四川省阿坝藏族羌族自治州汶川县曾經設立的一个乡，地处汶川县西北杂谷脑河东岸（東經103°32'，北緯31°33'）。
2000年人口普查為4903人。龙溪乡西连理县桃坪乡东、西北两面与茂县接壤，南面为克枯乡。龙溪乡曾經是一个羌族聚居乡，全乡有耕地5128.9亩，农业人口4998人。龙溪乡的特产主要有洋芋、花椒、秋淡蔬菜。
2019年12月，撤销克枯乡、龙溪乡，设立灞州镇，以原克枯乡和原龙溪乡所属行政区域为灞州镇的行政区域。

## 行政区划
撤銷前辖：
联合村、布南村、龙溪村、俄布村、胜利村、阿尔村、直台村、垮坡村和大门村。

## 地理
龙溪乡境内热量充足，阳光充沛，雨量集中。年温差小，日温差大。全乡境内幅员214.3平方公里，海拔1500~2800米之问。